# Championnats du monde de vol à ski 1990
Navigation
Oberstdorf 1988 Harrachov 1992
La 11e édition des championnats du monde de vol à ski s'est déroulée le 25 février 1990 à Vikersund en Norvège qui organise pour la seconde fois la compétition.

## Résultats

### Individuel
| Médaille | Concurrent            | Points |
| Or       | Dieter Thoma          | 357.7  |
| Argent   | Matti Nykänen         | 350.8  |
| Bronze   | Jens Weissflog        | 349.3  |
| 4e       | Andreas Felder        | 346.4  |
| 5e       | Ole Gunnar Fidjestoel | 340.0  |
| 6e       | Ari-Pekka Nikkola     | 339.2  |
| 7e       | Werner Haim           | 337.7  |
| 8e       | Thomas Klauser        | 333.9  |
| 9e       | Virginio Lunardi      | 333.4  |
| 10e      | Roberto Cecon         | 326.0  |